# David Lochary
David Crawford Lochary (né le 21 août 1944 à Baltimore, Maryland – mort le 29 juillet 1977 à New York) était un des Dreamlanders, la troupe regroupant les membres de l'équipe du réalisateur trash John Waters. Il a tourné dans tous ses films jusqu'à Female Trouble.
Il a aussi coécrit The Diane Linkletter Story avec Divine et fut coiffeur et maquilleur (non crédité) dans plusieurs de ses films.
Il meurt d'une hémorragie après être tombé sur sa table en verre sous l’influence du PCP, dans son appartement de New York, en 1977. 
Sa mort anéantit les Dreamlanders. John Waters perdit ainsi son premier rôle masculin favori.

## Filmographie
- 1966 : Roman Candles (court-métrage) : le petit ami de la gouvernante
- 1968 : Eat Your Makeup (court-métrage) : le petit ami de la gouvernante
- 1969 : Mondo Trasho : un détenu de l'asile/Dr. Coathanger/voix du snob #2 (et aussi: maquilleur de Divine/assistant producteur, non crédité)
- 1970 : The Diane Linkletter Story (court-métrage) : Arthur Gordon "Art" Linkletter (et aussi: le scénariste)
- 1970 : Multiple Maniacs : Mr. David (et aussi: assistant producteur)
- 1972 : Pink Flamingos : Raymond Marble (et aussi: coiffeur, non crédité)
- 1974 : Female Trouble : Donald Dasher (et aussi: coiffeur)
- 1998 : Divine Trash (documentaire) : lui-même (images d'archive)
- 2000 : In Bad Taste (documentaire, TV) : lui-même (images d'archive)